# Prix Reconnaissance UQAM
Le Prix Reconnaissance UQAM est un prix créé en 2001 et remis par l'Université du Québec à Montréal à sept diplômées et diplômés au parcours exemplaire et sous la recommandation de leur faculté ou école. 

## Lauréats
- 2001
  - Faculté des arts : Philippe Meunier
  - Faculté d'éducation : Nicole Léger
  - Faculté des lettres, langues et communications : Denis Villeneuve
  - Faculté des sciences : Jean Lebel
  - Faculté des sciences humaines : Louise Nadeau
  - Faculté des sciences de la gestion : Guy Marier
  - Faculté de science politique et de droit : Jean-François Lépine
- 2002
  - Faculté des arts : Ginette Laurin
  - Faculté d'éducation : Jacques Boisvert
  - Faculté des lettres, langues et communications : Guy A. Lepage
  - Faculté des sciences : Jacques Trottier
  - Faculté des sciences de la gestion : Richard Guay
  - Faculté des sciences humaines : Laura Urtnowski et Bernard Morin, ex æquo
  - Faculté de science politique et de droit : Joseph Facal
- 2003
  - École des sciences de la gestion : Robert Abdallah
  - Faculté des sciences humaines : Marie-France Bazzo
  - Faculté des lettres, langues et communications : Mme Dominique Demers
  - Faculté des sciences de l'éducation : Suzanne Lareau
  - Faculté des arts : Sylvie Moreau
  - Faculté des sciences : Gilbert Proulx
  - Faculté de science politique et de droit : Romeo Saganash
- 2004
  - Faculté des lettres, langues et communications : Marguerite Blais
  - Faculté des sciences humaines : Alain Giguère
  - Faculté des arts : Marie-Josée Lacroix
  - Faculté des sciences de l'éducation : France Lafleur
  - École des sciences de la gestion : Micheline Martin
  - Faculté des sciences : Simon Plouffe
  - Faculté de science politique et de droit : Louise Rozon
- 2005
  - Marie Lavigne
  - Jean-François Lisée
  - Yves-Marie Morissette
  - Anne-Marie Ninacs
  - Patrick Pichette
  - Chantale Richer
  - Jean-François Saint-Arnaud
- 2006
  - Daniel Boismenu
  - Michel de Broin
  - Sylvie Dufresne
  - Nathalie Larivière
  - Denis Mondor
  - Johanne Patry
  - Léa Pool
- 2007
  - Guy Cournoyer
  - Madeleine Forcier
  - Jean Gattuso
  - Nicolas Gill
  - Robert Marquis
  - Jocelyne Robert
  - Guy Vadeboncoeur
  - André Viens